# Caféiculture au Honduras

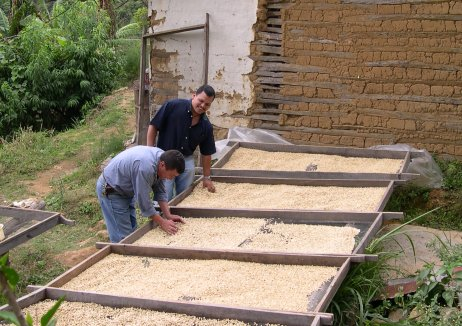
Le séchage du café bio produit à San Juancito au Honduras.

La production de café au Honduras a joué un rôle dans l'économie hondurienne. En 2011, le pays est devenu le premier producteur de café d'Amérique centrale.

## Histoire

### XIXesiècle
La culture de la plante de café en était à ses balbutiements dans la République du Honduras à la fin du XIXe siècle. Alors qu'il y avait de nombreuses plantations de café à l'époque, ils étaient de petite taille. Le sol, le climat et les conditions du Honduras sont les mêmes que ceux du Guatemala, du Nicaragua, ou du Costa Rica mais l'inconvénient pour le Honduras a été le manque de moyens de transport et d'installations pour l'expédition du café vers les ports de la côte.
Il n'y a pratiquement pas d'exportation de café à partir de Honduras, le produit ayant été principalement vendu à l'échelle nationale. Une nouvelle plantation de café commence à générer des profits à la fin de la quatrième année après la plantation, et après la septième année, un bénéfice de 100 à 300 % sur le capital investi peut être prévu.
La production hondurienne de café en 1894, a été estimé à 20 000 quintaux, dont seulement 10 % ont été exportés. L'exportation a été effectuée via les ports salvadoriens d'Amapola et Puerto Cortes. En 1900, le Honduras a exporté 54 510 pesos de dollars de café.

### Sources
- Cet article contient des extraits d'une publication dont le contenu se trouve dans le domaine public. United States, Bureau of Foreign Commerce's "United States consular reports: Reports from the consuls of the United States on the commerce, manufactures, etc., of their consular districts" (1894)
- Cet article contient des extraits d'une publication dont le contenu se trouve dans le domaine public. Pan American Union's "Coffee: extensive information and statistics" (1902)